# Erik Källqvist
Erik Gunnar Källqvist (folkbokförd Kjällqvist), född 26 november 1896 i Bjuvs församling, Malmöhus län, död 22 oktober 1952 i Falkenberg, Hallands län, var en svensk sångare som även använde pseudonymerna Jan Erik, Karl Erik och Lasse Kjäll.
Källqvist var till yrket frisör, men tillbringade en stor del av sin tid på scenen och i grammofonstudion, sjungande tidens populära schlagers, visor och kupletter. Han sjöng in cirka 200 så kallade 78-varvare, ett flertal av dem på skivmärket Columbia. Han medverkade också som sångare i några filmer.  
Erik Källqvist är begravd på Kapellkyrkogården i Falkenberg.